# Volta de Ciclismo Internacional do Estado de São Paulo 2008
A Volta de Ciclismo Internacional do Estado de São Paulo 2008 foi a 5ª edição da competição ciclística profissional por etapas realizada no estado de São Paulo. Esta edição foi disputada de 20 a 27 de Abril de 2008, teve 9 etapas e percorreu uma distância total de 1048 km. A competição foi um evento 2.2 no circuito UCI America Tour 2007-2008.

## Classificação e Bonificações
Nesta edição da competição, bônus de 10, 6 e 4 segundos são dados aos 3 primeiros colocados de cada etapa. Bônus de 3, 2 e 1 segundos são dados aos 3 primeiros ciclistas em cada meta de sprint intermediário. Para a classificação por pontos, os 5 primeiros colocados em cada etapa recebem 10, 7, 5, 3 e 2 pontos, respectivamente. Os 3 primeiros ciclistas em cada meta de sprint intermediário recebem 5, 3 e 2 pontos. As subidas são classificadas em 4 categorias. Os primeiros 3 ciclistas a atingir o ápice de cada subida recebem pontos para a classificação de montanha de acordo com a categoria:
- Categoria 1: 11, 9, 8 pts
- Categoria 2: 9, 7, 6 pts
- Categoria 3: 7, 5, 4 pts
- Categoria 4: 5, 3, 2 pts

A classificação de equipes soma os tempos dos 3 primeiros ciclistas de cada equipe em cada etapa.

## Etapas e Resultados

### Etapa 1:São Paulo
Realizada domingo, 20 de Abril de 2008, no Autódromo José Carlos Pace. Esta etapa percorreu 20 voltas no autódromo,
com uma distância total de 85,84 km.
|   | País      | Ciclista          | Equipe  | Tempo    |
| - | --------- | ----------------- | ------- | -------- |
| 1 | Argentina | Edgardo Simon     | SCF     | 1h58'29" |
| 2 | Uruguai   | Alvaro Tardáguila | Uruguay | m.t.     |
| 3 | Brasil    | Alex Diniz        | SCF     | m.t.     |

|   | País      | Ciclista          | Equipe  | Tempo    |
| - | --------- | ----------------- | ------- | -------- |
| 1 | Argentina | Edgardo Simon     | SCF     | 1h58'19" |
| 2 | Uruguai   | Alvaro Tardáguila | Uruguay | +0'04"   |
| 3 | Brasil    | Alex Diniz        | SCF     | +0'06"   |

|   | País      | Ciclista          | Equipe  | Pontos |
| - | --------- | ----------------- | ------- | ------ |
| 1 | Argentina | Edgardo Simon     | SCF     | 10 pts |
| 2 | Brasil    | Alcides Vieira    | Dataro  | 10 pts |
| 3 | Uruguai   | Alvaro Tardáguila | Uruguay | 7 pts  |

|   | País   | Ciclista      | Equipe        | Pontos |
| - | ------ | ------------- | ------------- | ------ |
| 1 | Brasil | Alex Diniz    | SCF           | 5 pts  |
| 2 | Brasil | Renato Santos | Dataro        | 5 pts  |
| 3 | Brasil | Jean Coloca   | Metodista-SBC | 3 pts  |

### Etapa 2:SorocabaaSão Carlos
Realizada segunda-feira, 21 de Abril de 2008. Esta etapa percorreu 230,2 km.
|   | País      | Ciclista           | Equipe              | Tempo    |
| - | --------- | ------------------ | ------------------- | -------- |
| 1 | Argentina | Edgardo Simon      | SCF                 | 5h43'17" |
| 2 | Argentina | Francisco Chamorro | CESC-Sundown        | m.t.     |
| 3 | Brasil    | Kleber Ramos       | Suzano-Flying Horse | m.t.     |

|   | País      | Ciclista           | Equipe       | Tempo    |
| - | --------- | ------------------ | ------------ | -------- |
| 1 | Argentina | Edgardo Simon      | SCF          | 7h41'24" |
| 2 | Argentina | Francisco Chamorro | CESC-Sundown | +0'15"   |
| 3 | Uruguai   | Alvaro Tardáguila  | Uruguay      | +0'16"   |

|   | País      | Ciclista           | Equipe       | Pontos |
| - | --------- | ------------------ | ------------ | ------ |
| 1 | Argentina | Edgardo Simon      | SCF          | 23 pts |
| 2 | Brasil    | Alcides Vieira     | Dataro       | 10 pts |
| 3 | Argentina | Francisco Chamorro | CESC-Sundown | 9 pts  |

|   | País   | Ciclista      | Equipe             | Pontos |
| - | ------ | ------------- | ------------------ | ------ |
| 1 | Brasil | Marcelo Moser | Avaí-Florianópolis | 9 pts  |
| 2 | Brasil | Jean Coloca   | Metodista-SBC      | 8 pts  |
| 3 | Brasil | Renato Santos | Dataro             | 7 pts  |

### Etapa 3:São Carlos:contrarrelógioIndividual
Relalizada na manhã de terça-feira, 22 de Abril de 2008. Esta etapa foi um contrarrelógio individual de 11,3 km pelas ruas de São Carlos.
|   | País   | Ciclista            | Equipe       | Tempo  |
| - | ------ | ------------------- | ------------ | ------ |
| 1 | Brasil | Luiz Amorim Tavares | CESC-Sundown | 14'39" |
| 2 | Brasil | Magno Prado Nazaret | SCF          | 14'42" |
| 3 | Brasil | Gregolry Panizo     | Dataro       | 14'45" |

|   | País   | Ciclista            | Equipe       | Tempo    |
| - | ------ | ------------------- | ------------ | -------- |
| 1 | Brasil | Luiz Amorim Tavares | CESC-Sundown | 7h56'25" |
| 2 | Brasil | Magno Prado Nazaret | SCF          | +0'03"   |
| 3 | Brasil | Gregolry Panizo     | Dataro       | +0'06"   |

|   | País      | Ciclista            | Equipe       | Pontos |
| - | --------- | ------------------- | ------------ | ------ |
| 1 | Argentina | Edgardo Simon       | SCF          | 23 pts |
| 2 | Brasil    | Luiz Amorim Tavares | CESC-Sundown | 10 pts |
| 3 | Brasil    | Alcides Vieira      | Dataro       | 10 pts |

|   | País   | Ciclista      | Equipe             | Pontos |
| - | ------ | ------------- | ------------------ | ------ |
| 1 | Brasil | Marcelo Moser | Avaí-Florianópolis | 9 pts  |
| 2 | Brasil | Jean Coloca   | Metodista-SBC      | 8 pts  |
| 3 | Brasil | Renato Santos | Dataro             | 7 pts  |

### Etapa 4:São CarlosaRibeirão Preto
Realizada na tarde de terça-feira, 22 de Abril de 2008, esta etapa percorreu 93,2 km.
|   | País      | Ciclista           | Equipe        | Tempo    |
| - | --------- | ------------------ | ------------- | -------- |
| 1 | Argentina | Edgardo Simon      | SCF           | 2h18'11" |
| 2 | Argentina | Francisco Chamorro | CESC-Sundown  | m.t.     |
| 3 | Brasil    | Bruno Tabanez      | SLS-Americana | m.t.     |

|   | País   | Ciclista            | Equipe       | Tempo     |
| - | ------ | ------------------- | ------------ | --------- |
| 1 | Brasil | Luiz Amorim Tavares | CESC-Sundown | 10h14'36" |
| 2 | Brasil | Magno Prado Nazaret | SCF          | +0'03"    |
| 3 | Brasil | Gregolry Panizo     | Dataro       | +0'06"    |

|   | País      | Ciclista            | Equipe       | Pontos |
| - | --------- | ------------------- | ------------ | ------ |
| 1 | Argentina | Edgardo Simon       | SCF          | 33 pts |
| 2 | Argentina | Francisco Chamorro  | CESC-Sundown | 16 pts |
| 3 | Brasil    | Luiz Amorim Tavares | CESC-Sundown | 10 pts |

|   | País   | Ciclista      | Equipe             | Pontos |
| - | ------ | ------------- | ------------------ | ------ |
| 1 | Brasil | Marcelo Moser | Avaí-Florianópolis | 9 pts  |
| 2 | Brasil | Jean Coloca   | Metodista-SBC      | 8 pts  |
| 3 | Brasil | Renato Santos | Dataro             | 7 pts  |

### Etapa 5:CajuruaCampinas
Realizada quarta-feira, 23 de Abril de 2008. Esta etapa percorreu 199,0 km.
|   | País   | Ciclista          | Equipe              | Tempo    |
| - | ------ | ----------------- | ------------------- | -------- |
| 1 | Brasil | Otávio Bulgarelli | Suzano-Flying Horse | 4h39'55" |
| 2 | Brasil | Gregolry Panizo   | Dataro              | m.t.     |
| 3 | Brasil | Bruno Pereira     | SLS-Americana       | m.t.     |

|   | País   | Ciclista            | Equipe       | Tempo     |
| - | ------ | ------------------- | ------------ | --------- |
| 1 | Brasil | Gregolry Panizo     | Dataro       | 14h54'31" |
| 2 | Brasil | Magno Prado Nazaret | SCF          | +0'03"    |
| 3 | Brasil | Luiz Amorim Tavares | CESC-Sundown | +0'15"    |

|   | País      | Ciclista           | Equipe       | Pontos |
| - | --------- | ------------------ | ------------ | ------ |
| 1 | Argentina | Edgardo Simon      | SCF          | 33 pts |
| 2 | Argentina | Francisco Chamorro | CESC-Sundown | 18 pts |
| 3 | Brasil    | Gregolry Panizo    | CESC-Sundown | 12 pts |

|   | País   | Ciclista        | Equipe             | Pontos |
| - | ------ | --------------- | ------------------ | ------ |
| 1 | Brasil | Marcelo Moser   | Avaí-Florianópolis | 12 pts |
| 2 | Brasil | Cleberson Weber | Dataro             | 10 pts |
| 3 | Chile  | Marco Arriagada | Juarez-México      | 9 pts  |

### Etapa 6:CampinasaAtibaia
Realizada quinta-feira, 24 de Abril de 2008. Esta etapa percorreu 193,0 km.
|   | País   | Ciclista       | Equipe            | Tempo    |
| - | ------ | -------------- | ----------------- | -------- |
| 1 | Brasil | Diego Portugal | CESC-Sundown      | 4h29'36" |
| 2 | Brasil | Fábio Ribeiro  | DET-Cordeirópolis | +0'37"   |
| 3 | Brasil | Bruno Pereira  | SLS-Americana     | +0'44"   |

|   | País   | Ciclista            | Equipe       | Tempo     |
| - | ------ | ------------------- | ------------ | --------- |
| 1 | Brasil | Gregolry Panizo     | Dataro       | 19h24'59" |
| 2 | Brasil | Magno Prado Nazaret | SCF          | +0'03"    |
| 3 | Brasil | Luiz Amorim Tavares | CESC-Sundown | +0'15"    |

|   | País      | Ciclista           | Equipe       | Pontos |
| - | --------- | ------------------ | ------------ | ------ |
| 1 | Argentina | Edgardo Simon      | SCF          | 33 pts |
| 2 | Argentina | Francisco Chamorro | CESC-Sundown | 18 pts |
| 3 | Brasil    | Alcides Vieira     | Dataro       | 13 pts |

|   | País   | Ciclista       | Equipe             | Pontos |
| - | ------ | -------------- | ------------------ | ------ |
| 1 | Brasil | Diego Portugal | CESC-Sundown       | 13 pts |
| 2 | Brasil | Bruno Pereira  | SLS-Americana      | 13 pts |
| 3 | Brasil | Marcelo Moser  | Avaí-Florianópolis | 12 pts |

### Etapa 7:AtibaiaaSão José dos Campos
Realizada sexta-feira, 25 de Abril de 2008. Esta etapa percorreu 105,6 km.
|   | País      | Ciclista           | Equipe              | Tempo    |
| - | --------- | ------------------ | ------------------- | -------- |
| 1 | Argentina | Francisco Chamorro | CESC-Sundown        | 2h14'09" |
| 2 | Brasil    | Kleber Ramos       | Suzano-Flying Horse | m.t.     |
| 3 | Argentina | Armando Borrajo    | Chivilcoy-Argentina | m.t.     |

|   | País   | Ciclista            | Equipe       | Tempo     |
| - | ------ | ------------------- | ------------ | --------- |
| 1 | Brasil | Gregolry Panizo     | Dataro       | 21h39'06" |
| 2 | Brasil | Magno Prado Nazaret | SCF          | +0'05"    |
| 3 | Brasil | Luiz Amorim Tavares | CESC-Sundown | +0'17"    |

|   | País      | Ciclista           | Equipe       | Pontos |
| - | --------- | ------------------ | ------------ | ------ |
| 1 | Argentina | Edgardo Simon      | SCF          | 37 pts |
| 2 | Argentina | Francisco Chamorro | CESC-Sundown | 33 pts |
| 3 | Brasil    | Gregolry Panizo    | Dataro       | 15 pts |

|   | País   | Ciclista       | Equipe             | Pontos |
| - | ------ | -------------- | ------------------ | ------ |
| 1 | Brasil | Marcelo Moser  | Avaí-FLorianópolis | 22 pts |
| 2 | Brasil | Diego Portugal | CESC-Sundown       | 13 pts |
| 3 | Brasil | Bruno Pereira  | SLS-Americana      | 13 pts |

### Etapa 8:São José dos CamposaCampos do Jordão
Realizada sábado, 26 de Abril de 2008. Esta etapa montanhosa percorreu 79,0 km.
|   | País   | Ciclista       | Equipe             | Tempo    |
| - | ------ | -------------- | ------------------ | -------- |
| 1 | Brasil | Jair Santos    | Avaí-Florianópolis | 2h07'53" |
| 2 | Brasil | Marcelo Moser  | Avaí-Florianópolis | +0'10"   |
| 3 | Brasil | Gregori Panizo | Dataro             | +0'12"   |

|   | País   | Ciclista            | Equipe       | Tempo     |
| - | ------ | ------------------- | ------------ | --------- |
| 1 | Brasil | Gregolry Panizo     | Dataro       | 23h47'07" |
| 2 | Brasil | Luiz Amorim Tavares | CESC-Sundown | +0'23"    |
| 3 | Brasil | Magno Prado Nazaret | SCF          | +0'23"    |

|   | País      | Ciclista           | Equipe       | Pontos |
| - | --------- | ------------------ | ------------ | ------ |
| 1 | Argentina | Edgardo Simon      | SCF          | 37 pts |
| 2 | Argentina | Francisco Chamorro | CESC-Sundown | 33 pts |
| 3 | Brasil    | Gregolry Panizo    | Dataro       | 20 pts |

|   | País   | Ciclista       | Equipe             | Pontos |
| - | ------ | -------------- | ------------------ | ------ |
| 1 | Brasil | Marcelo Moser  | Avaí-FLorianópolis | 31 pts |
| 2 | Brasil | Diego Portugal | CESC-Sundown       | 13 pts |
| 3 | Brasil | Bruno Pereira  | SLS-Americana      | 13 pts |

### Etapa 9:JundiaíaSão Paulo
Realizada domingo, 27 de Abril de 2008. Esta etapa percorreu 51,5 km.
| Resultado Etapa 9 \| \| País \| Ciclista \| Equipe \| Tempo \| \| - \| ---- \| ------------------ \| --------------- \| ------ \| \| 1 \| \| Gilberto Goes \| Sales-BH \| 56'14" \| \| 2 \| \| Antônio Nascimento \| Memorial-Santos \| m.t. \| \| 3 \| \| Gregolry Panizo \| Dataro \| m.t. \| |        |                    |                 |        |
| | País   | Ciclista           | Equipe          | Tempo  |
| 1 | Brasil | Gilberto Goes      | Sales-BH        | 56'14" |
| 2 | Brasil | Antônio Nascimento | Memorial-Santos | m.t.   |
| 3 | Brasil | Gregolry Panizo    | Dataro          | m.t.   |

## Resultados Finais
| Classificação Geral após Etapa 9 (Resultado final) \| \| País \| Ciclista \| Equipe \| Tempo \| \| -- \| ---- \| -------------------- \| ------------------- \| --------- \| \| 1 \| \| Gregolry Panizo \| Dataro \| 24h43'17" \| \| 2 \| \| Luiz Amorim Tavares* \| CESC-Sundown \| +0'27" \| \| 3 \| \| Jair Santos \| Avaí-Florianópolis \| +0'51" \| \| 4 \| \| Magno Prado Nazaret \| SCF \| +1'34" \| \| 5 \| \| Otávio Bulgarelli \| Suzano-Flying Horse \| +1'36" \| \| 6 \| \| Antônio Nascimento \| Memorial-Santos \| +1'41" \| \| 7 \| \| Marcelo Moser \| Avaí-Florianópolis \| +1'59" \| \| 8 \| \| Rafael Gerhard \| Avaí-Florianópolis \| +2'30" \| \| 9 \| \| Renato Seabra \| SCF \| +2'31" \| \| 10 \| \| José Eriberto \| União-Assis \| +2'33" \| |        |                      |                     |           |
| | País   | Ciclista             | Equipe              | Tempo     |
| 1 | Brasil | Gregolry Panizo      | Dataro              | 24h43'17" |
| 2 | Brasil | Luiz Amorim Tavares* | CESC-Sundown        | +0'27"    |
| 3 | Brasil | Jair Santos          | Avaí-Florianópolis  | +0'51"    |
| 4 | Brasil | Magno Prado Nazaret  | SCF                 | +1'34"    |
| 5 | Brasil | Otávio Bulgarelli    | Suzano-Flying Horse | +1'36"    |
| 6 | Brasil | Antônio Nascimento   | Memorial-Santos     | +1'41"    |
| 7 | Brasil | Marcelo Moser        | Avaí-Florianópolis  | +1'59"    |
| 8 | Brasil | Rafael Gerhard       | Avaí-Florianópolis  | +2'30"    |
| 9 | Brasil | Renato Seabra        | SCF                 | +2'31"    |
| 10 | Brasil | José Eriberto        | União-Assis         | +2'33"    |

* Luiz Amorim Tavares inicialmente terminou em 2º, mas testou positivo para a substância metilprednisolona e, embora não tenha sido suspenso pela UCI, recebeu um aviso oficial desta.
|   | País      | Ciclista           | Equipe       | Pontos |
| - | --------- | ------------------ | ------------ | ------ |
| 1 | Argentina | Edgardo Simon      | SCF          | 40 pts |
| 2 | Argentina | Francisco Chamorro | CESC-Sundown | 38 pts |
| 3 | Brasil    | Gregolry Panizo    | Dataro       | 25 pts |

|   | País   | Ciclista         | Equipe              | Pontos |
| - | ------ | ---------------- | ------------------- | ------ |
| 1 | Brasil | Marcelo Moser    | Avaí-Florianópolis  | 34 pts |
| 2 | Brasil | Diego Portugal   | CESC-Sundown        | 18 pts |
| 3 | Brasil | Patrique Azevedo | Suzano-Flying Horse | 14 pts |

| Classificação de Equipes após Etapa 9 (Resultado final) \| \| País \| Equipe \| Tempo \| \| - \| ---- \| ------------------ \| --------- \| \| 1 \| \| Avaí-Florianópolis \| 74h14'13" \| \| 2 \| \| SCF \| +1'26" \| \| 3 \| \| Dataro \| +1'51" \| |        |                    |           |
| | País   | Equipe             | Tempo     |
| 1 | Brasil | Avaí-Florianópolis | 74h14'13" |
| 2 | Brasil | SCF                | +1'26"    |
| 3 | Brasil | Dataro             | +1'51"    |

## Equipes e Ciclistas Participantes
Equipes Continentais UCI
- SCF - Scott-Marcondes Cesar-São José dos Campos

10 -  Magno Prado Nazaret
11 -  Pedro Autran Nicácio
12 -  Breno Sidoti
13 -  Maurício Morandi
14 -  Fabrício Morandi
15 -  Renato Seabra
16 -  Alex Diniz
17 -  Edgardo Simon
Seleções Nacionais
- Uruguay - Seleção Nacional do Uruguai

190 -  Richard Mascaraña
191 -  Jorge Bravo
192 -  Alvaro Tardáguila
193 -  Gonzalo Tagliabue
194 -  Cristian Villanueva
195 -  José Miraglia
196 -  Geovane Fernandes
197 -  Fredy Peralta
Equipes Regionais
- ACME - ACME Cycling Team

140 -  Maurício Frazer
141 -  Javier Lindner
142 -  Jesus Patalagoytia
143 -  Lisandro Ajcu
144 -  Adolfo Trabochi
145 -  Luis Marroquin
146 -  Gabriel Epstein
- Avaí-Florianópolis - Avaí/Florianópolis/APGF

80 -  Jair Santos
81 -  Marcelo Moser
82 -  Ramiro Gonzales
83 -  Rafael Gerhard
84 -  Rafael Silva
85 -  Edson Resende
86 -  Gustavo Zorzo
87 -  Flávio Reblin
- CESC-Sundown - CESC/Sundown/Nossa Caixa/Calipso/Maxxis

30 -  Luiz Amorim Tavares
31 -  Rogério Silva
32 -  Walter Ribeiro Jr.
33 -  Francisco Chamorro
34 -  Raul Cançado
35 -  Edson Corradi
36 -  Elivelton Pedro
37 -  Diego Portugal
- Chivilcoy-Argentina - Ciudad de Chivilcoy

180 -  Emilio Martin
181 -  Fernando Antogna
182 -  Gustavo Toledo
183 -  Armando Borrajo
184 -  Cesar Sigura
185 -  Pedro Prieto
- Dataro - Clube Dataro de Ciclismo/Blumenau

40 -  Alcides Vieira
41 -  Cleberson Weber
42 -  Gregolry Panizo
43 -  Jocielmo Marins
44 -  Renato Santos
45 -  Eduardo Pereira
46 -  Carlos França
47 -  Sidnei Silva
- DET-Cordeirópolis - DET Cordeirópolis/Kuruma/Incefra/Unilance

110 -  Andrio Lima
111 -  Fábio Ribeiro
112 -  Hernandes Quadri Jr.
113 -  Marcelo Soares
114 -  Elinton Stocco
115 -  Leonardo Lima
116 -  Glauber Nascimento
117 -  André Souza
- Gob.Zulia - Venezuela/Gob.Zulia/Alcadia de Cabimas

170 -  Manuel Medina
171 -  Victor Moreno
172 -  Adelso Valero
173 -  Franklin Chacon
174 -  José Contreras
175 -  Hebert Rivas
- Juarez-México - Municipalidad de Juarez - México

150 -  Fidel Goytia
151 -  Jessiel Valenzuela
152 -  Ricardo Tapia
153 -  Javier Perez
154 -  Marco Arriagada
155 -  Ismael Ponce
- Memorial-Santos - Memorial/PM Santos/Giant/Nossa Caixa

1 -  Marcos Novello
2 -  Antônio Nascimento
3 -  André Pulini
4 -  Thiago Nardin
5 -  Eduardo Pinheiro
6 -  Robson Dias
7 -  Patrick Oyakaua
8 -  Armando Camargo
- Metodista-SBC - Metodista/São Bernardo do Campo/Sundown/Nossa Caixa

70 -  Adriano Martins
71 -  Alexandre Mantovani
72 -  Jerre Souza
73 -  Jeovane Oliveira
74 -  Wilian Rodrigues
75 -  Marcelo Simeoni
76 -  Jean Coloca
77 -  João Paulo Vieira
- Sales-BH - Sales Supermercados/Pinarello/BH

20 -  Miguel Direnna
21 -  Márcio Pinto
22 -  Roger Ferraro
23 -  Valcemar Justino
24 -  Vanderlei Melchior
25 -  Renato Rohsler
26 -  Fabiele Motta
27 -  Gilberto Goes
- Sel.Paulista - Seleção Paulista

130 -  Jean Silva
131 -  Gideoni Monteiro
132 -  Valmir Baia
133 -  José Cláudio Santos
134 -  Carlos Santos
135 -  Alberto Camera
- SF-Kenda - São Francisco/Kenda/Nossa Caixa/DKS/Ribeirão Preto

60 -  Michel Garcia
61 -  Murilo Costa
62 -  Rodrigo Melo
63 -  Anderson Echeverria
64 -  Humberto Vale
65 -  Juliano Silva
66 -  José Jailson Diniz
67 -  Daniel Amaral
- SLS-Americana - São Lucas Saúde/UCA/Americana

120 -  Anderson Oliveira
121 -  Bruno Pereira
122 -  Bruno Tabanez
123 -  Geraldo Santos
124 -  José Júnior Diniz
125 -  Luciano Silva
- Suzano-Flying Horse - Suzano/Flying Horse/Caloi

90 -  Alex Arseno
91 -  Douglas Bueno
92 -  Kleber Ramos
93 -  Leo Ferreira
94 -  Otávio Bulgarelli
95 -  Patrique Azevedo
96 -  Renato Ruiz
97 -  Tiago Fiorilli
- Team Vale - Team Vale/FAPI/O Lojão/Gramado/JKS/Sejelp

100 -  Ezequiel Riderson
101 -  Flávio Cardoso
102 -  Raphael Serpa
103 -  Roberto Pinheiro
104 -  Fabiano Mota
105 -  Fábio Fagundes
106 -  Fernando Tomaz
107 -  Marcos Pereira Jr.
- União-Assis - União/Assis-Amea

50 -  Alan Maniezzo
51 -  Justino Ribeiro
52 -  Diego Domingues
53 -  José Eriberto
54 -  Ruy Sá Neto
55 -  Josias Silva
56 -  Elton Marroni
57 -  Rodrigo Cheles